# Laisa Laveti
Laisa Laveti Tuifagalele (ur. 27 sierpnia 1967) – fidżyjska judoczka. Dwukrotna olimpijka. Zajęła szesnaste miejsce w Barcelonie 1992 i odpadła w eliminacjach w Sydney 2000. Walczyła w wadze średniej i półciężkiej.
Uczestniczka mistrzostw świata w 1999. Startowała w Pucharze Świata w 2000 i 2001. Triumfatorka igrzysk Pacyfiku w 2003. Brązowa medalistka mistrzostw Wspólnoty Narodów w 1998. Zdobyła sześć medali na mistrzostwach Oceanii w latach 1998−2008.

## Letnie Igrzyska Olimpijskie 1992
| Konkurencja | Eliminacje           | Klas. końcowa |
| Konkurencja | Przeciwnik I         | Miejsce       |
| ----------- | -------------------- | ------------- |
| 66 kg       | Claire Lecat (FRA) P | 16.           |

## Letnie Igrzyska Olimpijskie 2000
| Konkurencja | Eliminacje          | Klas. końcowa |
| Konkurencja | Przeciwnik I        | Miejsce       |
| ----------- | ------------------- | ------------- |
| 78 kg       | Chloe Cowen (GBR) P | I runda.      |